# 외동항
외동항은 전라남도 여수시 경호동 외동마을에 있는 어항이다. 2007년 8월 8일 어촌정주어항으로 지정하여 관리하고 있다. 시설관리자는 여수시장이다.

## 어항 구역
- 수역: 북위 34°42′55″, 동경 127°43′52″의 지점에서 N방향으로 55m점과 이 점에서 N55°W방향으로 육지부를 연결하는 선을 따라 형성된 공유수면[1]

## 어항 시설
- 방파제 218m, 선착장 64m, 부잔교 2기

## 기본 계획
- 방파제 258m, 선착장 64m, 부잔교 2기[1]

## 정비 계획
- 방파제 40m[2]

## 주요 어종
- 갯장어